# Штанигуртское (сельское поселение)
Штанигу́ртское — упразднённое муниципальное образование со статусом сельского поселения в составе Глазовского района Удмуртии.
Административный центр — деревня Штанигурт.
Законом Удмуртской Республики от 29.04.2021 № 38-РЗ упразднено в связи с преобразованием муниципального района в муниципальный округ.

## Население
| 2010  | 2012  | 2013  | 2014  | 2015  | 2016  | 2017  |
| ----- | ----- | ----- | ----- | ----- | ----- | ----- |
| 1445  | ↗1549 | ↗1612 | ↗1648 | ↘1623 | ↘1602 | ↘1566 |
| 2018  | 2019  | 2020  |       |       |       |       |
| ↗1582 | ↗1605 | ↗1614 |       |       |       |       |

## Состав
В состав сельского поселения входят 7 населённых пунктов:
- деревня Штанигурт;
- деревня Азамай;
- хутор Березовый;
- деревня Колевай;
- деревня Полынга;
- деревня Порпиево;
- деревня Сергеевка.